# Sociedad Deportiva Huesca 2016-2017
Questa voce raccoglie le informazioni riguardanti la Sociedad Deportiva Huesca nelle competizioni ufficiali della stagione 2016-2017.

## Rosa
| N. |                       | Ruolo | Calciatore          |
| -- | --------------------- | ----- | ------------------- |
| 1  | Spagna (bandiera)     | P     | Sergio Herrera      |
| 2  | Portogallo (bandiera) | D     | Jair Amador         |
| 4  | Spagna (bandiera)     | D     | Carlos David        |
| 5  | Spagna (bandiera)     | C     | Juan Aguilera       |
| 7  | Spagna (bandiera)     | C     | David Ferreiro      |
| 8  | Spagna (bandiera)     | C     | Gonzalo Melero      |
| 9  | Spagna (bandiera)     | A     | Borja Lázaro        |
| 10 | Spagna (bandiera)     | C     | Juanjo Camacho      |
| 11 | Brasile (bandiera)    | A     | Vinícius Araújo     |
| 12 | Francia (bandiera)    | C     | Franck-Yves Bambock |
| 13 | Spagna (bandiera)     | P     | Queco Piña          |
| 14 | Spagna (bandiera)     | A     | Samu Saiz           |

| N. |                      | Ruolo | Calciatore         |
| -- | -------------------- | ----- | ------------------ |
| 15 | Spagna (bandiera)    | D     | Carlos Akapo       |
| 16 | Spagna (bandiera)    | D     | César Soriano      |
| 17 | Venezuela (bandiera) | C     | Álvaro Vadillo     |
| 18 | Spagna (bandiera)    | A     | Urko Vera          |
| 19 | Venezuela (bandiera) | C     | Alexander González |
| 20 | Serbia (bandiera)    | D     | Rajko Brežančić    |
| 21 | Spagna (bandiera)    | D     | Iñigo López        |
| 22 | Spagna (bandiera)    | C     | Lluís Sastre       |
| 23 | Spagna (bandiera)    | C     | David López        |
| 24 | Spagna (bandiera)    | D     | Nagore             |
| 25 | Spagna (bandiera)    | P     | Javier Jiménez     |
|    | Spagna (bandiera)    | D     | David Morillas     |